# خانه ضرغام آذرکیش
خانه ضرغام آذرکیش مربوط به دوره صفوی است و در دهدشت، ضلع شمال غربی مسجد جامع واقع شده و این اثر در تاریخ ۹ اردیبهشت ۱۳۸۲ با شمارهٔ ثبت ۸۴۱۴ به‌عنوان یکی از آثار ملی ایران به ثبت رسیده است.